# ТВ-Находка
ТВ-Нахо́дка — старейшая телекомпания города Находки, основанная в 1992 году.
Учредителями компании выступили: администрация города Находки, «Банк Находка», «Дальневосточная рыболовная компания», МПСО «ХСО». Первым генеральным директором телестудии был Владимир Короткин, вторым до банкротства в 2002 году - Татьяна Усова, она же была главным редактором. Первая телепередача вышла в эфир 7 октября 1992 года.
Эфирное вещание осуществлялось вставками на различных федеральных каналах в диапазоне ТВК-4. Студия долгие годы размещалась на бульваре Энтузиастов. Популярными телепередачами были ежедневные «Новости», программа «Поздравляем», «Гость студии» с участием мэра города и известных горожан, оперативная сводка происшествий. В 1990-е годы часто показывали художественные фильмы производства США. Известные телеведущие: Валентин Гринчак, Наталья Молодчикова, Марина Маркова, Марина Успенская, Валентин Политаев. В 2002 году главным редактором стала Алёна Бызова. Последний год работы телестудии должность главного редактора занимал журналист Владимир Четвергов.